# Недобыльские
Недобыльские (пол. Niedobylski) — польский и русский дворянский род использующий герб Боньча.
Происхождение фамилии основано на названии села Недабыль  . Часто упоминается в вариации произношения Недобельский
Фамилия внесена в родословную книгу Подольской губернии в 3-тью часть Указом 684 от 25 февраля 1882 года.

Одно из первых упоминаний фамилии "Недобыльский" сохранилось в архиве юго-западной России:

CXXXV. Жалоба п. Адама Недобыльского о нанесении ему и его слугам в г. Луцке тяжких побоев и ран и грабеже его имущества и денег показачившимися луцкими мещанами Василием Шильнем и его свояком Ильей Шелейком и друг., - 30 июля 1649 года.

## Герб
Герб Боньча (употребляют: Недобыльские) внесён в Часть 1 Гербовника дворянских родов Царства Польского, стр. 72.
Упоминаний использования модифицированной версии герба найдено не было.